# Дорнишоара (Сучава)
Дорнишоара (рум. Dornișoara) насеље је у Румунији у округу Сучава у општини Појана Стампеј. Oпштина се налази на надморској висини од 1037 m.

## Становништво
Према подацима из 2002. године у насељу је живело 348 становника, од којих су сви румунске националности.